# Myrmechis seranica
Myrmechis seranica är en orkidéart som beskrevs av Johannes Jacobus Smith. Myrmechis seranica ingår i släktet Myrmechis och familjen orkidéer. Inga underarter finns listade i Catalogue of Life.